# Triumph X-75 Hurricane
La Triumph X-75 Hurricane è una motocicletta prodotta dalla Triumph nel 1973.

## Il contesto
Nella seconda metà degli anni sessanta la BSA-Triumph aveva perso consistenti quote del mercato motociclistico americano, ad opera delle case giapponesi. Il lancio del nuovo propulsore tricilindrico, nel 1968, non aveva invertito il calo delle vendite e l'azienda britannica decise di seguire la strategia dei concorrenti che affidavano la linea delle loro moto a designer statunitensi, ottenendo ottimi risultati commerciali.

### La moto
Per la nuova moto venne scelto il designer Craig Vetter, cui fu affidato il compito di realizzare una linea particolarmente accattivante e vistosa, sulla base del modello "A75", meglio conosciuto come "Rocket 3".
Il prototipo definitivo viene approntato nel 1971, in concomitanza con l'acuirsi della crisi economica della gruppo BSA, costretto a cedere la Triumph e a licenziare oltre 2.000 lavoratori, l'anno successivo.
Nel 1973 il governo britannico creò un'azienda a partecipazione statale, denominata NVT (acronimo di Norton-Villiers-Triumph), allo scopo di salvare la moribonda industria motociclistica nazionale, nel quale confluì anche il gruppo BSA. Alle decisioni di riassetto aziendale seguirono una serie agitazioni sindacali che bloccarono per 18 mesi la produzione Triumph.
Il nuovo modello realizzato da Craig venne prodotto negli stabilimenti BSA di Small Heath, nell'hinterland di Birmingham, e presentato come Triumph X75 Hurricane, visto che per il marchio BSA era stato deciso l'abbandono. Tuttavia, la "Hurricane" mantenne il motore tricilindrico in versione BSA, con i cilindri leggermente inclinati in avanti.
Nonostante le difficoltà, nel 1973 vennero prodotti 1.154 esemplari di "Hurricane", principalmente esportati negli Stati Uniti, dove il modello andò letteralmente a ruba. Terminata da scorta di propulsori, la mancanza di nuovi approvvigionamenti dalla Triumph in sciopero, determinò la sospensione della produzione, aggravata dal blocco delle importazioni dovuto alle nuove normative antinquinamento americane, cui la NVT, a causa delle successive vicissitudini aziendali, non seppe dare una soluzione tecnica. Il modello aggiornato della "Hurricane" fu più volte annunciato, ma la produzione non venne mai ripresa.